# Komsomolskij (Mordowia)
Komsomolski (ros. Комсомольский) – osiedle typu miejskiego w środkowej Rosji, na terenie wchodzącej w skład tego kraju Republiki Mordowii, we wschodniej Europie.
Miejscowość liczy 14 051 mieszkańców (1 stycznia 2005 r.).